# Saartje Specx
Saartje Specx (ook Sara Specx) (Hirado, 1617 – Formosa, 1636) was de buitenechtelijke dochter van VOC-opperhoofd Jacques Specx en een Japanse concubine. Ze komt voor in de Nederlandse literatuur in werken van Jacob Cats, J. Slauerhoff en W.L. Ritter, alle naar aanleiding van een schandaal tijdens haar leven toen ze als 12-jarige betrapt werd op gemeenschap met haar 16-jarige verloofde. Haar vriend werd daarop door de rechtbank ter dood veroordeeld en zij werd gegeseld. 

## Biografie
Haar verwekking werd haar vader Jacques Specx aangerekend; het beleid van de VOC was gericht tegen halfbloeden. Dergelijke kinderen hadden ook niet het recht om in Nederland te verblijven. Toen Specx in 1622 naar Batavia vertrok, waar hij zijn boekhouding moest verantwoorden, nam hij zijn 4-jarige dochtertje mee. Haar moeder mocht het land niet verlaten en moest in Japan achterblijven. In Batavia werd Saartje als 'staatsjuffer' onder de hoede geplaatst van Eva Ment, de echtgenote van gouverneur-generaal Jan Pieterszoon Coen.
Op 12-jarige leeftijd werd Saartje in het huis van Coen in een slaapvertrek aangetroffen tijdens het liefdesspel met haar verloofde, Pieter Jacobsz Cortenhoeff, een 16-jarige halfbloed vaandrig, afkomstig uit het koninkrijk Arakan, die de zoon was van een Nederlandse VOC-functionaris. Om in de slaapvertrekken te kunnen komen had Pieter enkele slaven omgekocht, waardoor de affaire bij de inheemse bevolking van Batavia bekend was geworden. Coen, die kort daarvoor voorschriften tegen de onzedelijkheid had uitgevaardigd, meende dat hierdoor de Hollanders schande was aangedaan. Cortenhoeff werd de volgende dag - op 18 juni 1629 - onthoofd, na door de Raad van Indië ter dood te zijn veroordeeld wegens majesteitsschennis. Saartje moest bij de executie van Cortenhoeff toekijken. Zijzelf zou worden verdronken, maar omdat ze nog geen 14 jaar oud was, kon zij niet worden veroordeeld tot de doodstraf. Ze werd daarom in het stadhuis van Batavia in het openbaar gegeseld.
Toen Jacques Specx bij zijn terugkeer in Batavia in 1629 van deze gebeurtenissen vernam, was Coen de vorige dag overleden. Specx verklaarde de oorlog aan de rechters die de in zijn ogen onmenselijke straf hadden uitgesproken. Hij dreigde niet aan het Heilig Avondmaal te gaan. De kerkenraad ontzegde daarop de rechters de toegang tot het avondmaal. In 1631 berispten de Heren XVII de drie betrokken partijen.
Saartje Specx trouwde in mei 1632 in Batavia met de 20 jaar oudere dominee Georgius Candidius, de eerste Nederlandse zendeling op Nederlands Formosa. Ze volgde haar echtgenoot naar Formosa, alwaar zij op 19-jarige leeftijd overleed.